# Dąbrowa Miejska

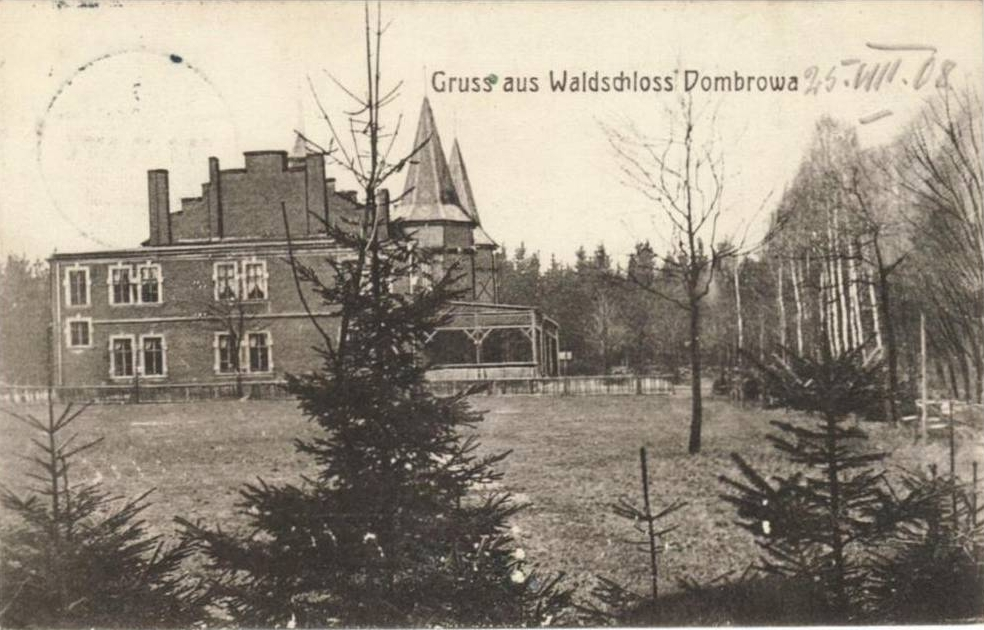
Restauracja Waldschloss, ok. 1908 r., niemiecka pocztówka

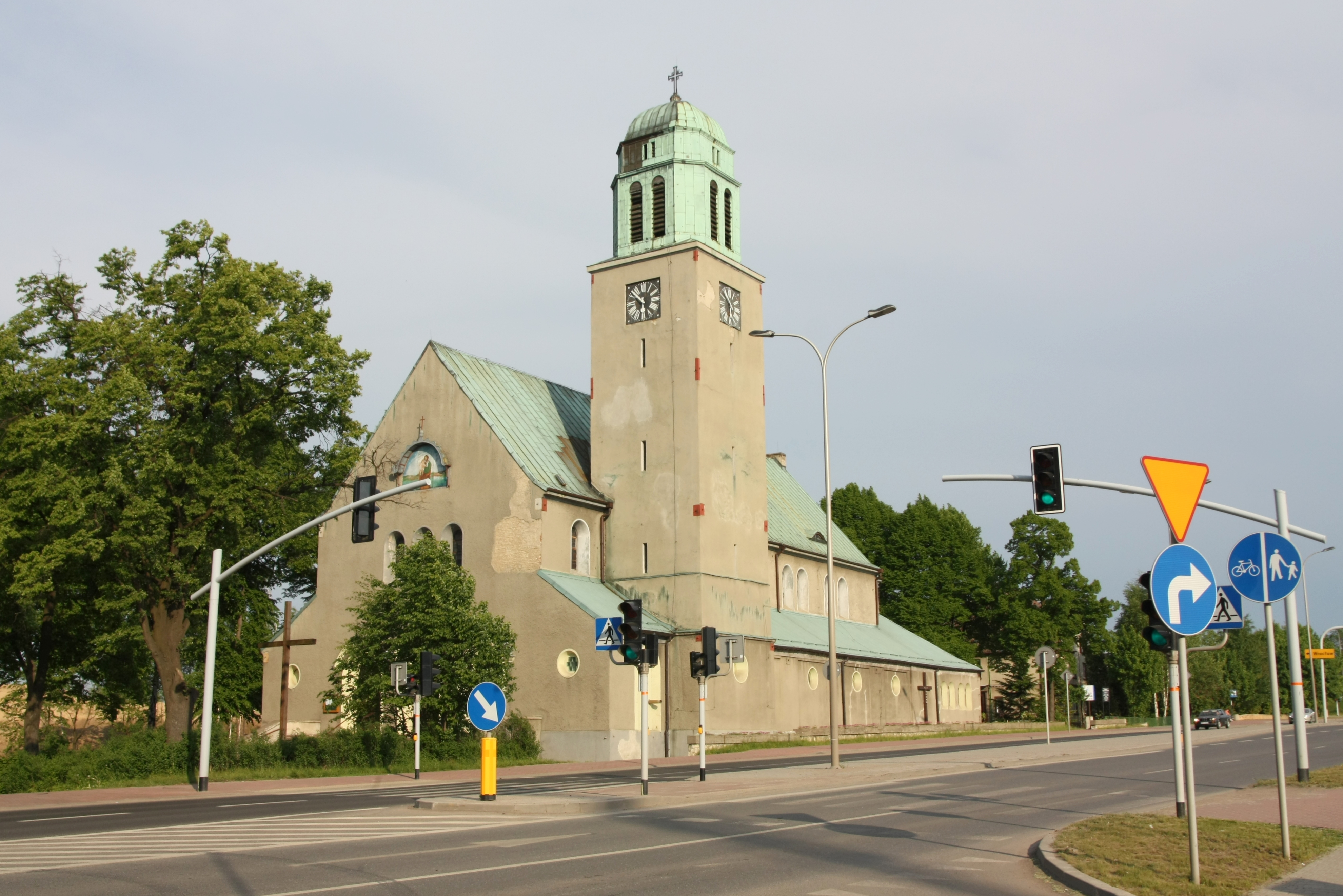
Kościół pw. św. Józefa Robotnika w 2011 roku

Dąbrowa Miejska (dawniej Dąbrowa , niem. Städtisch-Dombrowa  , Beuthen-Dombrowa, od 1936 roku Beuthen Stadtwald  ) – dawna dzielnica Bytomia , obecnie część dzielnicy Stroszek-Dąbrowa Miejska, a także nazwa ulicy łączącej bytomskie Śródmieście ze Stolarzowicami.

## Położenie
Większość zabudowań dawnej Dąbrowy Miejskiej obejmowała rejon obecnych ulic: Strzelców Bytomskich (niem. Tarnowitzer Chaussee), Celnej, Węglowej i Leśnej .

## Historia
Obszar lasu zwanego Dąbrową co najmniej od 1459 roku należał do Bytomia  , służąc jako źródło drewna dla mieszkańców miasta i okolicy  oraz częściowo do wypasu zwierząt gospodarskich . Las miejski (niem. Stadtwald ) jako nazwa kompleksu leśnego Dąbrowa był wzmiankowany w 1645 roku. Na początku XIX wieku miejscowi chłopi wydobywali ze swoich pól rudę żelaza, co zaowocowało żądaniami opłat ze strony miasta. Eksploatacja rudy ze względu na koszty przekraczała jednak możliwości pojedynczych chłopów, co w konsekwencji poskutkowało przekazaniem praw wydobycia w 1831 roku w ręce Szymona Friedländera, założyciela kopalni „Magdalena” .
Rozwój dzielnicy był związany z industrializacją Górnego Śląska  – w połowie XIX wieku z inicjatywy Maurycego Friedländera  na terenie dzielnicy powstało kilka kopalni cynku i galmanu. Jedną z nich była kopalnia galmanu „Magdalena” , która dała również początek kolonii Magdalena  oraz kopalnia „Minerva”, którą wykupił koncern Georg von Giesches Erben .
W 1830 roku powstała główna szosa prowadząca z Bytomia do Tarnowskich Gór (niem. Tarnowitzer Chaussee, późniejsza ulica Strzelców Bytomskich), wokół niej budowano domy zaliczane do Dąbrowy Miejskiej . W 1859 roku Stadtwald był zamieszkały przez 1679 osób, znajdowały się na jego terenie 54 prywatne domy i 5 zakładów przemysłowych. Wyodrębniono leśnictwo Dąbrowa (niem. Forstanteil Dombrowa), którego powierzchnia w połowie XIX wieku wynosiła około 1762 mórg, zaś w obrębie Dąbrowy Miejskiej wyróżniono kolonię Dąbrowa (niem. Dombrowa), na którą około 1863 roku składały się 24 domy z 261 mieszkańcami. W 1859 roku otwarto katolicką szkołę , do której w II połowie XIX wieku uczęszczało 60 dzieci. W 1881 roku założono w Dąbrowie kopalnię rud cynku i ołowiu „Nowy Dwór” . Od 1873 roku funkcjonowała również w Dąbrowie kopalnia rud cynku i ołowiu „Nowa Wiktoria” (niem. Neue Victoria) , której obszar górniczy został włączony później do kopalni „Nowy Dwór”  . Pod koniec XIX wieku pojawiły się pierwsze kamienice czynszowe, później także biblioteka i poczta , a kolonia przekształciła się w północne przedmieście Bytomia.
Na terenach leśnych Dąbrowy Miejskiej w 1913 roku urządzono park leśny (niem. Waldpark) . Na jego terenie działała restauracja Waldschloss (Zameczek Leśny ) , której właścicielem był Arthur Limmert . Budynek restauracji został zburzony w latach 30. XX wieku na skutek szkód górniczych . Zastąpiono go około 1935 roku nowym budynkiem, również wyburzonym z uwagi na szkody górnicze w latach 70. XX wieku .

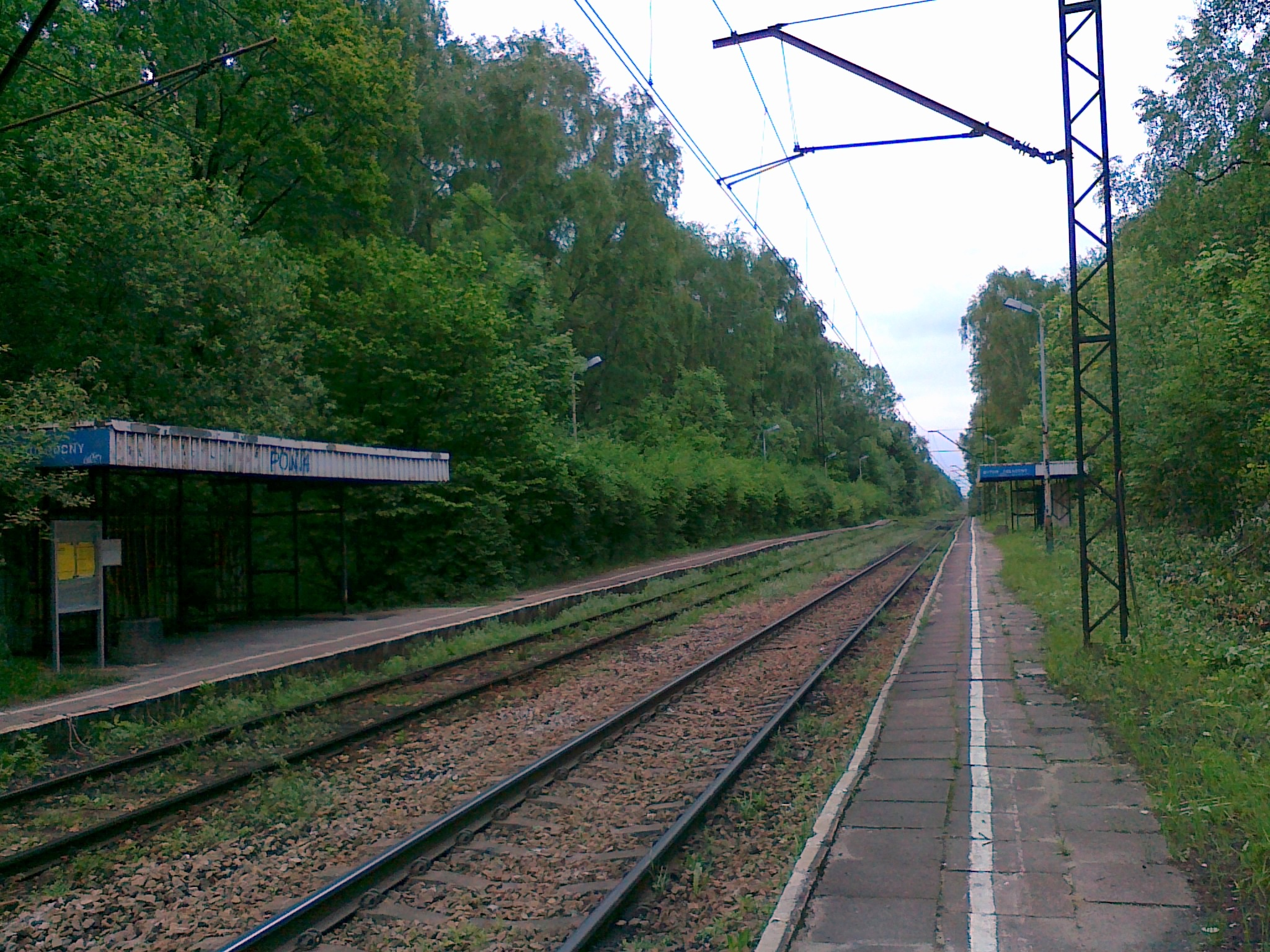
Przystanek Bytom Północny w 2013 roku

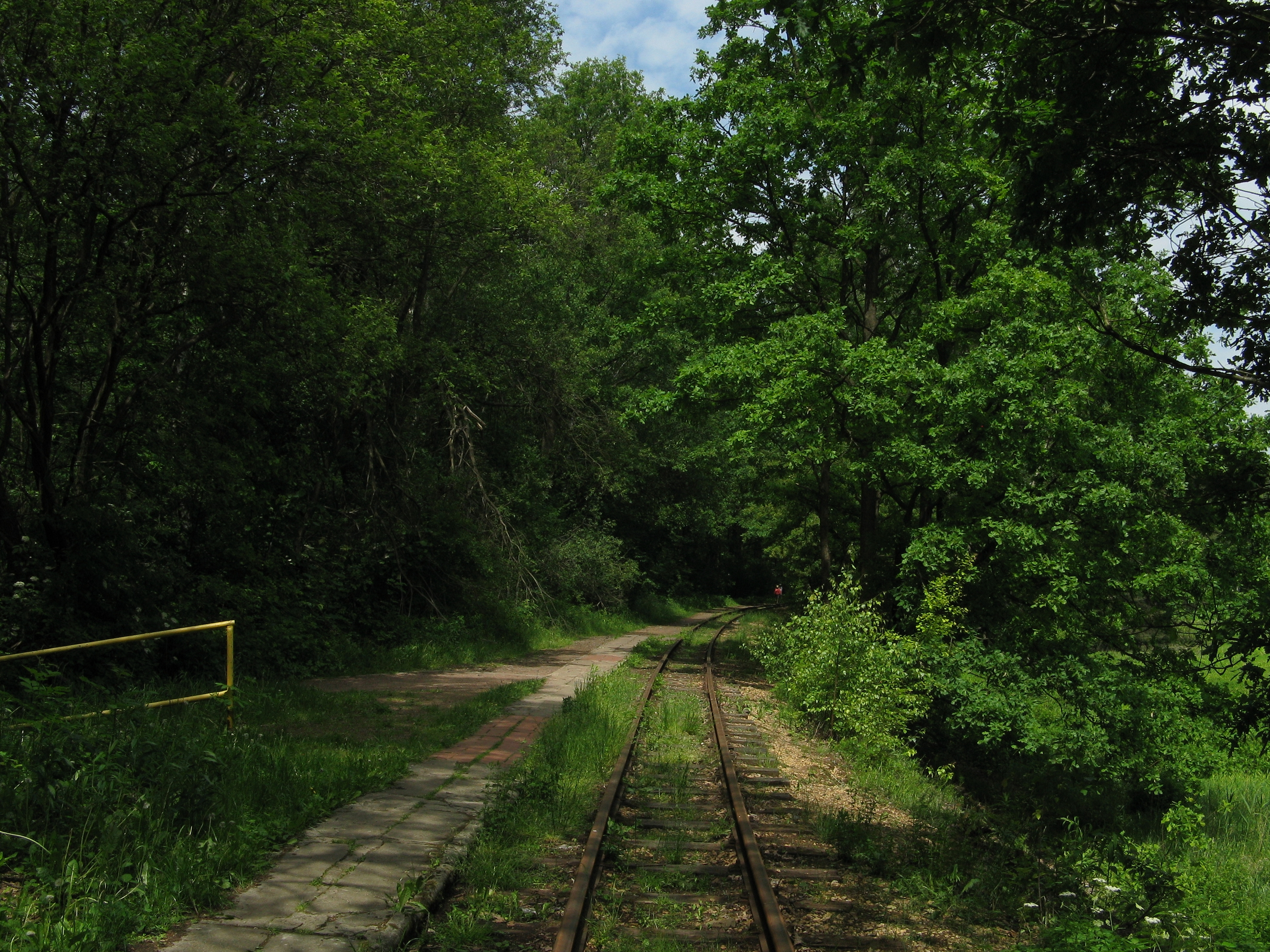
Przystanek kolei wąskotorowej Dąbrowa Miejska w 2018 roku

W 1903 roku otworzono przystanek kolejowy w pobliżu Zameczku (późniejszy przystanek Bytom Północny) . Od 1913 do 1968 roku kursowała linia tramwajowa (nr 33) z centrum Bytomia do Dąbrowy Miejskiej, która umożliwiała dotarcie do restauracji i parku  . W 1922 roku Dąbrowa Miejska pozostała w Niemczech . Z tego okresu pochodziły zabudowania przy obecnej ulicy Celnej (niem. Zollstrasse), gdzie wzniesiono domy dla celników . Również w 1922 roku powstała kolejna restauracja o nazwie Grenzbaude . W północnej części dzielnicy funkcjonowała od 1928 roku Kopalnia Węgla Kamiennego „Bytom” (niem. Beuthengrube) ze szkołą przemysłową oraz tartakiem. Przy kopalni wybudowano kolonię domów mieszkalnych o identycznej nazwie (niem. Beuthengrube, śl. Bojtnerka). W latach 1927–1928 w centrum Dąbrowy Miejskiej zbudowano kościół św. Józefa Robotnika według projektu Theodora Ehla   , wyburzony w 2016 roku. W 1936 roku dotychczasowa nazwa miejscowości i lasu Beuthen-Dombrowa została zmieniona na Beuthen Stadtwald . W czasie II wojny światowej na terenie Dąbrowy Miejskiej działały dwa obozy jenieckie: jeden dla jeńców włoskich, drugi dla ukraińskich . Po II wojnie światowej Waldpark został przemianowany na Park im. Ludwika Waryńskiego. Jego powierzchnia wynosiła wówczas około 600 hektarów . Na terenie parku znajdowała się murowana kapliczka Maria im Walde .

## Współczesność
Większość zabudowań Dąbrowy Miejskiej w latach 80. i 90. XX wieku została wyburzona na skutek szkód górniczych . Na terenie dzielnicy doszło do największego w Bytomiu obniżenia terenu na skutek robót górniczych – blisko 37 metrów poniżej pierwotnego poziomu . Jednym z ostatnich istotnych zlikwidowanych budynków była szkoła . W 2016 roku również z powodu szkód górniczych wyburzono parafialny kościół św. Józefa Robotnika w Bytomiu .
Obecnie w Dąbrowie Miejskiej znajduje się hostel i kilka firm usługowo-handlowych , a dawny las od 2012 roku przecina Autostrada A1 .
W nazwach kilku przystanków (w większości na żądanie) autobusowych i tramwajowych Zarządu Transportu Metropolitalnego zlokalizowanych w dawnej dzielnicy występuje człon „Dąbrowa Miejska”. Są to: Dąbrowa Miejska Celna n/ż, Dąbrowa Miejska Centrum Handlowe, Dąbrowa Miejska Kościół n/ż, Dąbrowa Miejska Leśna, Dąbrowa Miejska n/ż oraz Dąbrowa Miejska Węglowa n/ż.